# آن روزالي ديفيد
آن روزالي ديفيد (بالإنجليزية: Ann Rosalie David)‏ هي عالمة مصريات بريطانية، ولدت في 30 مايو 1946 في كارديف في المملكة المتحدة.

## وصلات خارجية
- آن روزالي ديفيد على موقع IMDb (الإنجليزية)